# Osteocondrite dissecante
Osteocondrite dissecante é uma degenerescência de um osso logo abaixo de uma superfície articular, de que resulta destacarem-se fragmentos de osso e cartilagem que se separam do tecido ósseo normal que os rodeava.
A osteocondrite dissecante afecta vulgarmente o joelho e, de uma maneira geral, desencadeia-se durante a adolescência. A causa exacta é desconhecida, mas pensa-se que a doença seja devida à lesão de um pequeno vaso sanguíneo por baixo da superfície articular, lesão que pode ter origem num traumatismo. O fragmento destacado às vezes reimplanta-se, mas geralmente cai para dentro da articulação, tornando-se num corpo livre. Como sintomas, apontam-se uma sensação desconfortável de dor e um inchaço intermitente da articulação atingida; a presença de um corpo livre pode provocar crises de bloqueio articular.
A radiografia mostra a lesão da articulação e pode revelar a presença de qualquer corpo livre. Se o fragmento não estiver completamente separado, pode imobilizar-se a articulação num aparelho de gesso para permitir que ele se reimplante. Os corpos livres dentro do joelho podem ser removidos por meio de uma artroscopia.
A cratera deixado no osso por um fragmento destacado provoca uma solução de continuidade na lisura da superfície articular, aumentando as probabilidades do aparecimento de uma osteoartrite com a idade.